# Дружининский, Николай Васильевич
Николай Васильевич Дружининский (1948, д. Неклюдово, Грязовецкий район, Вологодская область — 31 июля 1993, Вологда) — поэт, прозаик, журналист, с 1990 года — член Союза писателей СССР.

## Биография
Много лет жил в г. Грязовце. Прошёл через разнообразную трудовую деятельность. Служил матросом на Черноморском флоте, работал строителем, учителем в сельской школе, юрисконсультом на заводе, корреспондентом районной и областных газет.
В 1974 году закончил Харьковский юридический институт и стал работать следователем в прокуратуре Кадуйского района Вологодской области. Впоследствии работал в родном Грязовце юрисконсультом на заводе СОМ, в редакции газеты «Сельская правда».
В 1980 году вышли в свет два сборника стихов Николая Дружининского — «Вокзальные берёзы» и «Пастушьи напевки». За книгу «Вокзальные берёзы» молодой автор получил звание Лауреата Всесоюзного конкурса им. М. Горького. Он автор поэмы «Сказ об Одёхе-печекладе», популярной шуточной песни «Слушай, тёща!», музыку к которой написала А. Н. Пахмутова в 1981 году.
В 1988 году становится Лауреатом Всесоюзного литературного конкурса им. Николая Островского. В 1989 году появился новый сборник стихов «Каёмка времени» в Северо-Западном книжном издательстве.
Последние годы жизни поэта были связаны с Вологдой. Он был активным членом Вологодской писательской организации, заведовал при ней бюро пропаганды художественной литературы, плодотворно руководил литературной студией «Вологда молодая», работал в издательском предприятии «Наше поколение».
Стихи, поэмы, проза Николая Дружининского с успехом публиковались в районных, областных газетах, литературных журналах и альманахах. Их отличает своеобразная интонация, образность, любовь к русскому слову, фольклорная насыщенность.
Основная литературная работа его жизни, подготовленная специально для публикации в издательстве «Молодая гвардия» в 1993 году в Вологде — книга «Чибис в поле кричит». Самому поэту не суждено было увидеть эту публикацию своих стихов.
Впоследствии к 50-летию со дня рождения поэта в 1998 году Вологодским областным отделением Союза писателей России в серии «Вологда. XX век» был издан ещё один его сборник «Нитка счастья». В 1999 году подборка стихов была включена в монументальное издание — «Антология русской поэзии. XX век».
Умер 31 июля 1993 года в Вологде.

## Творчество
1980 г. Сборник стихов «Вокзальные берёзы» /М., «Молодая гвардия»/
1980 г. Сборник стихов «Пастушьи напевки» /Архангельск, С-З. кн. изд-во/
1981 г. Поэма «Сказ об Одёхе-печекладе»
1989 г. Сборник стихов «Каёмка времени» /Северо-Западное книжное издательство/
1993 г. Книга «Чибис в поле кричит» /М., «Молодая гвардия»/
1998 г. Сборник «Нитка счастья» /Вологда/
1999 г. Подборка стихов в монументальном издании — «Антология русской поэзии. XX век»

## Награды, звания
- Член Союза писателей СССР 1990.
- Лауреат Всесоюзного литературного конкурса им. Николая Островского 1988.
- Лауреат Всесоюзного конкурса им. М. Горького 1980.